# Prophyscus
Prophyscus is een geslacht van vliesvleugeligen uit de familie Aphelinidae. De wetenschappelijke naam van dit geslacht is voor het eerst geldig gepubliceerd in 1940 door De Santis.

## Soorten
Het geslacht Prophyscus omvat de volgende soorten:
- Prophyscus desantisi Hayat, 1985
- Prophyscus latiscapus (Girault, 1929)